# Grevena (unidade regional)
Grevena (ou ainda: Grevená, Grevenon; em grego: Γρεβενά) é uma unidade regional da Grécia, localizada na região da Macedônia Ocidental. Sua capital é a cidade de Grevena.